# Kádár Zsombor
Kádár Zsombor (Barót, 1923. július 31. – Marosvásárhely, 2008) magyar erdőmérnök, erdészeti szak- és szótáríró.

## Életútja
Középiskoláit Segesvárt a román nyelvű líceumban kezdte és a kolozsvári Piarista Gimnáziumban érettségizett (1942). Erdőmérnöki oklevelét a soproni Nyugat-magyarországi Egyetemen szerezte (1947). Szaktanár, majd 1955-től Marosvásárhelyen tervezőmérnökként és állami munkavédelmi felügyelőként működött.
Első könyvét 1954-ben a Mezőgazdasági és Erdészeti Kiadó adta ki Bukarestben. Tevékeny részt vállalt a romániai magyar erdészeti és munkavédelmi irodalom megteremtésében. Tanulmányai elsősorban az erdészeti szállítás köréből a Revista Pădurilor hasábjain és az Institutul de Documentare Tehnică külön kiadványaiban jelentek meg. Az 1960-as években számos erdészeti, faipari és munkavédelmi népszerűsítő cikkét közölte a marosvásárhelyi Vörös Zászló. Megszervezte és irányította a kétkötetes Erdészeti zsebkönyv (1958, 1959) összeállítását és kiadását, melynek hét fejezetét maga írta. A Dicționar forestier poliglot munkatársa (1965). Nyugdíjas korában is foglalkozott székelyföldi erdészet- és faipar-történeti kutatásokkal.

## Munkái (válogatás)
- Erdőbecslés (1954);
- Erdőművelés (Jaszenovics Lászlóval, 1955); *Erdővédelem (1956);
- Erdei és mezei utak (1961);
- Munkavédelem (Deák Istvánnal, 1972);
- Román–magyar erdészeti és faipari szótár (1973);
- Ergonómiai ismeretek (Deák Istvánnal, 1976);
- Magyar–román erdészeti, vadászati és faipari szótár (1979).
- Vigyázat, balesetveszély! Bukarest : Kriterion, 1985. (Munkavédelmi kötet.)
- A Székelyföld erdészettörténete : Rövid áttekintés az 1400-as évektől 1948-ig. Budapest : Orsz. Erdészeti Egy., 1994. ISBN 963-8251-17-4
- Erdő és nyelv (1999)
- Székelyföldi erdészeti arcképcsarnok (Budapest, 1999)
- Az erdélyi erdészet és faipar. (Pál-Antal Sándorral, 2002)

## Díjak, elismerések (válogatás)
- Országos díj (1965)
- Erdélyi Múzeum-Egyesület-díj (1993)
- Pro Universitatae Soproniensi (2000 körül)

## Külső hivatkozások
- Szőcs Géza megemlékezése Kádár Zsombor életéről, munkásságáról[halott link]